# Moldova Nouă
Moldova Nouă (en allemand : Neumoldowa[pourquoi ?]; en hongrois : Újmoldova[pourquoi ?]; en serbe en écriture cyrillique : Нова Молдава)  est une ville dans le sud-ouest de la Roumanie. Moldova Nouă a une population de 12 350 habitants. À proximité se trouve l'île fluviale de Ostrovul Moldova Veche.

## Démographie
Lors du recensement de 2011, 74,63 % de la population se déclarent roumains, 11,19 % comme serbes et 2,76 % comme roms (2,08 % déclarent une autre appartenance ethnique et 9,31 % ne déclarent pas d'appartenance ethnique).

## Politique
| Parti | Parti                                                 | Sièges |
| ----- | ----------------------------------------------------- | ------ |
|       | Parti national libéral (PNL)                          | 7      |
|       | Parti social-démocrate (PSD)                          | 5      |
|       | Parti vert (PV)                                       | 2      |
|       | Union des Serbes de Roumanie (USR)                    | 1      |
|       | Union nationale pour le progrès de la Roumanie (UNPR) | 1      |